# Констанция Венгерская
Констанция Венгерская (венг. Magyarországi Konstancia; 17 февраля 1180, Эстергом — 6 декабря 1240, Předklášteří) — венгерская принцесса из династии Арпадов, дочь короля Венгрии Белы III и Агнессы Антиохийской, супруга короля Чехии Пршемысла Отакара I.

## Происхождение
Констанция была младшей дочерью короля Венгрии Белы III и его первой жены, антиохийской княжны, Агнессы. По отцовской линии была внучкой Гезы II и Ефросиньи Киевской. По материнской линии приходилась внучкой Рено де Шатийону и антиохийской княгине Констанции.

## Брачные планы
24 мая 1189 года германская армия под командованием императора Священной Римской империи Фридриха Барбароссы, направляющаяся в Третий крестовый поход, вступила в пределы Венгрии. Король Бела III лично не решился участвовать в крестовом походе, но оказывал Фридриху знаки искреннего расположения. Кроме того, состоялась помолвка 9-летней Констанции, младшей дочери Белы, и 22-летнего Фридриха Швабского, сына Барбароссы.
Фридрих отправлялся в поход вместе с отцом. В 1190 году после гибели императора, он принял командование на себя. Пройдя через Антиохийское княжество остатки его армии соединилась с христианским войском под Акрой. Но 20 января 1191 года Фридрих умер от малярии при осаде крепости Акры.

## Замужество
В 1199 году Констанция вышла замуж за чешского короля Пржемысла Оттокара I. Оттокар был старше жены на двадцать пять лет и только что развёлся с Адельгейдой Мейсенской. Первый брак был расторгнут под предлогом кровного родства, несмотря на то, что супруги прожили вместе двадцать лет и у них было четверо детей. Адельгейда не хотела отказываться от своих прав и послала жалобу Папе Иннокентию III о незаконности расторжения своего брака. В 1205 году она даже ненадолго вернулась в Прагу. Незадолго до этого в браке Оттокара и Констанции наступил кризис, в результате несчастного случая погиб их единственный сын Вратислав. Констанция была удалена от двора. Уже в изгнании она родила сына Вацлава, названного так в честь Вацлава Святого. Оттокар незамедлительно объявил его своим наследником. Папский суд признал развод Адельгейды и Оттокара состоявшимся, и Констанции было разрешено вернуться к мужу. Адельгейда продолжала требовать пересмотра дела. Процесс тянулся до самой её смерти в 1211 году.
Констанция же за время брака родила Оттокару девять детей.

## Дети
- Вратислав (ок. 1200—1204), умер в детстве.
- Юдифь (Юдитта) (ок. 1202—1230), замужем за герцогом Каринтии Бернардом, имела четверо детей.
- Анна (ок. 1204—1265), замужем за Генрихом II Набожным, имела десять детей.
- Агнесса (1203—1211), умерла в детстве.
- Вацлав I (1205—1253), будущий король Чехии в 1230 — 1253 годах. Был женат на Кунигунде Гогенштауфен, имел пятеро детей.
- Владислав (1207—1228), маркграф Моравский в 1222—1228 годах. Женат не был и детей не имел.
- Пржемысл (1209—1239), маркграф Моравский в 1228—1239 годах. Был женат на Маргарите Меранской, внучке Фридриха Барбароссы, детей не имел.
- Божена (Вильгельмина) (1210—1281) (предполагается дочерью Констанции и Оттокара)
- Агнесса (1211—1282), была помолвлена с Генрихом Гогенштауфеном, а после — с императором Фридрихом II, но предпочла посвятить жизнь Богу. Стала основательницей женского монастыря клариссинок в Праге. Канонизирована Папой Иоанном Павлом II в 1989 году.

## Общественная деятельность
Об общественной деятельности Констанции свидетельствуют многочисленные документы подписанные ею наравне с мужем. Сохранились также её прошения мужу о пожертвованиях на различные цели.

## Последние годы жизни
В декабре 1230 года умер Оттокар. После его смерти Констанция основала монастырь Порта Коели в Моравии. Там она провела в уединении последние годы своей жизни. Умерла Констанция 6 декабря 1240 года, пережив мужа на десять лет.